# Де Басан, Альваро
А́льваро де Баса́н (исп. Álvaro de Bazán; 12 декабря 1526, Гранада — 9 февраля 1588, Лиссабон) — испанский адмирал, 1-й маркиз Санта-Крус.

## Биография
Альваро де Басан родился в Гранаде, куда его предки перебрались из долины Бастан в Наварре, от которой род Басан получил своё имя. Его дед, также Альваро де Басан, принимал участие в освобождении Гранады от мавров в 1492 году. Его отец, также носивший имя Альваро, состоял на службе у Карла V, был командующим королевским испанским флотом на Средиземном море.
Будущий адмирал пошёл по стопам отца, уже в юном возрасте высоко поднявшись по службе. Басан был членом ордена Сантьяго. Женился на своей кузине, сестре 1-го герцога Пеньяранда из рода Суньига.
В 1564 году он, командуя флотом галер, участвовал в захвате острова Пеньон-де-Велес-де-ла-Гомера и блокаде пиратского порта Тетуан.
В 1568 году Филипп II назначил Басана командовать флотом галер, базировавшимся в Неаполе. В этой должности он участвовал в войне с Османской империей на стороне Священной лиги. В знаменитой битве при Лепанто (7 октября 1571 года), в которой османскому флоту было нанесено тяжёлое поражение, Басан командовал резервной эскадрой.
В следующем году он помогал Хуану Австрийскому в захвате Туниса.
Во время войны за португальское наследство (1580—1583) маркиз Санта-Крус разбил у Азорских островов эскадру претендента Антонио и его французских и английских союзников, а затем захватил сами острова, тем самым принеся испанской короне победу в войне.
Басан считал Англию наиболее опасным противником Испании и выступал за войну с ней. В августе 1583 года он направил королю Филиппу письмо, в котором впервые предлагал создание Непобедимой армады с целью завоевания Англии. Маркиз Санта-Крус должен был командовать этим могучим флотом, однако на стадии подготовки к походу его планы стали расходиться с намерениями короля.
В 1587 году Фрэнсис Дрейк сжёг испанский флот в гавани Кадиса, и хотя Басан в это время находился в Лиссабоне, на него была возложена вина за эту катастрофу. Он умер в Лиссабоне 9 февраля 1588 года. Непобедимую армаду вместо него возглавил герцог Медина-Сидония.